# Jurydyka

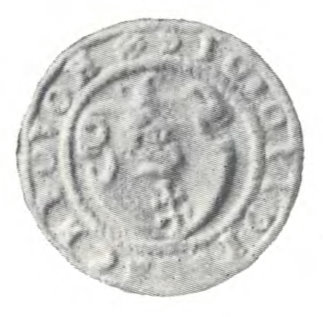
Stempel der Juridika Grzybowo (heute Teil der Stadt Gniezno) aus dem 16. Jahrhundert

Der polnische Ausdruck Jurydyka (Plural: Jurydyki, im deutschen: Juridika bzw. Juridiki) bezeichnet eine im 17. und 18. Jahrhundert in Polen weitverbreitete Form eines von der staatlichen oder städtischen Hoheitsausübung unabhängigen Jurisdiktionsbezirkes. Solche Jurydyki wurden von der katholischen Kirche bzw. einzelnen Klerikern, von Magnaten (weshalb sie auch als „Magnatenstadt“ bezeichnet wurden) oder anderen reichen Adeligen auf deren eigenen Territorien gegründet.
Jurydyka (vormals auch Jurysdyka bzw. Jurysdykin genannt) bezeichnete vormals ein adliges Burggericht unter Vorsitz eines Starosten. In alter Literatur finden sich verschiedene Formen: die Magistratsjurydyka, die Burgvogtjurydyka, die Wojewodenjurydyka oder auch die bischöfliche Jurydyka.
Ursprünglich in ländlichen Gegenden als Instrument notwendigen, lokalen hoheitlichen Verwaltungswesens entstanden, kam es nach Entstehung und Wachstum der Städte zu vermehrter Gründung von Jurydyki im Randbereich dieser Zentren von Handel und Wohlstand. Besonders die liberale Handelsordnung in diesen stadtnahen, den Vorschriften und der Gerichtsbarkeit der Stadt aber nicht unterworfenen Handelsplätzen führte zu einem starken Wachstum der Einwohnerzahlen der Jurydyki. So befand sich im Jahr 1580 in Kraków nur noch 46 % des von der Stadtmauer eingefassten Geländes im Eigentum der Krakauer Bürger; zu den Jurydyken des Adels gehörten 18 %, zu denen des Klerus 35 % der Fläche. In Lublin gab es vor ihrer Auflösung 24 und in Warschau sogar 26 Juridiken. Befanden sie sich innerhalb des Hoheitsgebietes einer Stadt handelte es sich um Rechtsenklaven.
Am 18. April 1791 wurde vom polnischen Sejm ein Gesetz verabschiedet, durch das Bürgerrechte definiert und Städte verwaltungstechnisch neu organisiert werden konnten. Als Folge der Neuordnung war die Aufhebung aller Jurydyki, deren Eingemeindung in Städte und die Schaffung von Stadtvierteln möglich. Nun erst konnte in vielen Städten eine nachhaltige Stadt- und Entwicklungsplanung einsetzen.